# 奥特塔普帕拉姆
奥特塔普帕拉姆（Ottappalam），是印度喀拉拉邦Palakkad县的一个城镇。总人口49230（2001年）。

## 人口
该地2001年总人口49230人，其中男性23189人，女性26041人；0—6岁人口5705人，其中男2917人，女2788人；识字率80.72%，其中男性为82.47%，女性为79.16%。